# AN/BPS-15
AN/BPS-15 – amerykański okrętowy radar przeszukiwania powierzchni oraz nawigacji, stanowiący element wyposażenia okrętów podwodnych typu Los Angeles oraz niektórych jednostek typu Ohio.